# 포기 보텀-GWU역
포기 보텀-GWU역은 워싱턴 메트로에 있는 미국의 철도역이다.

## 역 주변
- 조지 워싱턴 대학교